# Desperado (brano musicale Eagles)
Desperado è un brano musicale degli Eagles del 1973. Desperado è stato scritto nel 1973 da Glenn Frey e Don Henley ed è apparso nell'album omonimo e in varie compilation. Pur non essendo mai stata pubblicata su singolo, Desperado è una delle canzoni più famose degli Eagles. Nel 2004 è stata inserita alla posizione numero 494 nella lista dei 500 migliori brani musicali secondo Rolling Stone.

## Composizione
Stando a Henley, Desperado è basata su una sua traccia incompiuta del 1968 ispirata allo stile di Stephen Foster che parla di un amico di nome Leo. La frase di apertura della canzone recita «Leo, my God, why don't you come to your senses...» ("Leo, Dio mio, perché non torni in te...") Nel 1972, dopo aver registrato il loro primo album Eagles a Londra ed essere tornati negli USA, Frey e Henley hanno scritto alcune canzoni tra cui Desperado, composta nell'arco di uno o due giorni. Durante la loro prima settimana di attività, i due hanno anche composto Tequila Sunrise.
Durante la loro prima session, avvenuta a casa di Henley, a Laurel Canyon, egli ha suonato la versione incompiuta della canzone e ha dichiarato che «quando la suono e la canto penso a Ray Charles e Stephen Foster. È davvero una roba in stile gotico sudista, ma volendo possiamo occidentalizzarla.» Secondo Henley, Frey «si è divertito a colmare le lacune e a dare una struttura» alla canzone che è poi diventata Desperado. Henley ha dichiarato che «quello è stato l'inizio della nostra collaborazione (...) è da allora che siamo una squadra».

## Registrazione
Desperado è stata registrata presso gli Island Studios di Londra assieme a musicisti della London Philharmonic Orchestra. Jim Ed Norman, un amico di Henley ed ex membro degli Shiloh assieme a quest'ultimo, ha diretto l'orchestra e si è occupato di arrangiare la sezione di archi. Henley ha dichiarato che il produttore Glyn Johns gli avrebbe concesso fino a quattro o cinque sessioni per registrare la canzone rapidamente al fine di ridurre i tempi e contenere i costi della realizzazione dell'album Desperado. Henley ha detto di essersi sentito spiazzato all'idea di avere a che fare con un'orchestra. Ha anche sostenuto di aver provato rammarico al fatto di non essere riuscito a cantare il brano al meglio delle sue capacità (ha infatti detto «Non ho cantato al meglio (...) vorrei poter rifare quella canzone»).

## Accoglienza
Desperado è una delle canzoni più famose degli Eagles, ed è stata inserita alla posizione numero 494 nella classifica delle "500 migliori canzoni di tutti i tempi" stilata da Rolling Stone nel 2004. Stando a un sondaggio, Desperado è la seconda canzone preferita della band dai lettori della rivista dopo Hotel California. Nel 2000 la canzone è stata inclusa nella lista delle migliori canzoni di sempre della rivista Mojo. Tra coloro che l'hanno nominata nel corso del sondaggio vi sono cantautori come Paul McCartney, Hal David e Brian Wilson. I membri della Western Writers of America hanno incluso la traccia nella loro lista delle 100 migliori canzoni occidentali di tutti i tempi. Nel 2017 Billboard ha classificato la canzone al secondo posto in una sua lista dedicata alle 15 migliori canzoni degli Eagles dopo Hotel California. Nel 2019 Rolling Stone ha inserito la traccia al terzo posto nella lista delle 40 migliori canzoni degli Eagles dopo Hotel California e Take It Easy.
Secondo quanto dichiarato in un'intervista con Don Henley, Desperado non avrebbe avuto successo fino a quando Linda Ronstadt non ne ha realizzato una cover.
William Ruhlmann di AllMusic ha considerato Desperado una delle più importanti composizioni degli Eagles. Paul Gambaccini di Rolling Stone ha ritenuto che fosse la voce ruvida di Henley a rendere memorabile la canzone. La registrazione degli Eagles non è mai entrata nelle classifiche di Billboard fino alla morte di Glenn Frey, quando ha raggiunto il numero 20 della Rock Digital Songs. Quando Ego del film Guardiani della Galassia Vol. 2, interpretato da Kurt Russell, ha affermato che Brandy (You're a Fine Girl) dei Looking Glass fosse la «migliore composizione della Terra», il chitarrista e cantautore di quella band Elliot Lurie ha ribattuto che in realtà tale onore dovrebbe spettare a Desperado.

## Formazione
- Don Henley – voce, batteria
- Glenn Frey – pianoforte, voce
- Bernie Leadon – chitarra, voce
- Randy Meisner – basso, voce
- Jim Ed Norman – arrangiamenti

## Cover
- Il brano è stato interpretato da Linda Rondstadt ed è contenuto nel suo album Don’t Cry Now (1973). Don Henley considera questa versione "bella e struggente".[21]
- Johnny Rodriguez ha inciso una cover della canzone che è contenuta nel suo album del 1976 Reflecting. Il relativo singolo ha raggiunto la quinta posizione delle Country Singles chart di Billboard e della RPM canadese.[22][23]
- L'album tributo dedicato agli Eagles Common Thread: The Songs of the Eagles (1993) di Clint Black contiene una reinterpretazione di Desperado che ha raggiunto la posizione numero 54 della Hot Country Songs statunitense[24] e la posizione numero 52 della Country Chart canadese.[25]
- La cover del brano rivisitata da Diana Krall, contenuta nell'album Wallflower del 2015 e nel singolo nel settembre 2014,[26] si è piazzato terzo nella Jazz Digital Songs di Billboard.[27]
- Alisan Porter ha inciso una cover del brano che si è piazzata ventiquattresima nella classifica Digital Songs.[28]